# 허베이성
허베이성(중국어: 河北省, 병음: Héběi Shěng) 또는 하북성은 중화인민공화국 북부의 성이다. 베이징과 톈진을 둘러싸고 있으며, 랴오닝성, 내몽골 자치구, 산시성, 허난성, 산둥성과 접하고 있다. 황하 북쪽이라는 데에서 이름을 따왔다. 중국의 수도권에 해당하는 지역이다.

## 역사
허베이 지역에서는 일찍이 호모 에렉투스의 일종인 베이징 원인이 거주하였었다. 이들은 70만 년 전부터 20만 년 전까지 존재했었던 것으로 생각된다. 또한 허베이지역은 중국의 오래된 문명발생지라 전해지기로는 복희씨가 바로 형태 일대에서 생활하고, 황제가 예전에 탁녹에서 치우와 대전을 벌였다 한다.

### 춘추전국시대
춘추시대 동안 허베이 지역은 북쪽은 연나라의 판도에 속했고, 남쪽은 진나라(晉)가 지배했다. 이 시기에 적(狄)으로 알려진 유목민족이 북중국에 침입하여 허베이성 중부에 중산(中山)을 세웠다. 당시 연나라 태자 단이 진시황을 암살하러 가는 형가를 송별한 곳이 연나라의 국경 역수하였다. 지금의 역현의 역수 근처에 형가탑 고적이 남아 있다. 전국시대에는 진나라가 분열되었고, 허베이의 많은 지역은 조의 판도에 있었다.

### 진나라
기원전 221년 진이 중국을 통일하였다. 한은 현재의 허베이 북쪽에 유주, 남쪽에는 기주를 설치하였다. 조조가 예전에 장하변에 "동작대"를 건설하여 그 아들 조식으로 하여금 동작대부를 짓게 하였다. 한 말기에는 공손찬이 허베이 북쪽을 할거하였고 남쪽은 원소가 할거하였다. 원소가 공손찬에 대하여 승리하였지만 곧 조조에게 패하였다. 허베이는 조조의 아들 조비가 세운 위에 속하게 되었다.

### 5호16국 시대와 남북조 시대
서진 말기에 북방의 유목민들이 침입한 이후 오호십육국의 혼란기와 남북조 시대가 연이어 도래하였다. 최북방 국경지대에 위치한 허베이의 주인은 여러차례 바뀌었다. 후조, 전연, 전진, 후연 등이 허베이 지방을 차지하였었다. 440년 북위가 화북지방을 통일하였지만 534년에 둘로 분열되면서 허베이 지역은 동위(나중의 북제)에 속하게 된다. 이 때의 수도는 업(鄴)으로 현재의 허베이성 한단시 린장현 경내이다. 589년 수나라가 중국을 통일하였다.

### 수나라와 당나라
당대에는 이 지역이 처음으로 “하북(河北)”이라는 이름으로 불리게 되었다.(수정 한나라 때 이미 하북으로 불리었다.) 안록산이 예전에 하북절도사에 임명되었고 이 때부터 당나라에 반기를 들었다. 오대십국 시대의 초반에는 여러 나라들이 이 지역을 할거했으나, 후당(923-936)을 세운 이존욱이 이 지역을 통일하였다. 오대십국의 다음 왕조인 후진의 고조 석경당은 그가 후당을 뒤엎는 데 큰 도움을 준 거란의 요나라에게 많은 영토를 내어 주게 된다. 이 땅을 연운16주(燕雲十六州)라고 하는데, 이 지역이 만리장성 남쪽에 있었기 때문에 이후의 한족 왕조들은 방어에 어려움을 겪었다.
북송대에는 연운16주의 귀속 문제가 계속해서 송나라와 요나라 사이의 논쟁거리가 되었으나 북중국을 만주족의 금나라에 완전히 빼앗기게 된 1127년부터는 허베이 지역이 금나라의 판도에 들어가게 된다.

### 원나라
몽골족의 원나라는 중국을 여러 지방 행정 구역으로 나누어 통치하였으나 허베이 지역을 따로 주로 독립시키지는 않았다. 명나라는 허베이 지역을 북직례(北直隸)로 하여 직접 관할했는데, 이것은 수도 베이징을 포함하는 지역이었기 때문이다. 톈진에 현이 들어서기 시작하고 서광계가 남쪽의 쌀을 하북 연해에 이작하기 시작했다. 중국 북쪽 지방의 쌀농사의 역사의 시발점이 되었다. 남직례는 현재의 장쑤성과 안후이성이다. 만주족의 청나라가 1644년 중국을 접수한 후 남직례는 폐했으나 북직례는 그대로 두어 그냥 직례라고 불렀다. 청대 동안 허베이 성의 북쪽 경계가 지금의 네이멍구 지방으로 확장되었기 때문에 내몽골의 맹(盟)들과 그 관할 범위가 겹치게 되었다.

### 청나라
청조가 1912년 몰락하고 중화민국이 이를 대체하였으나 곧 중국은 각지에서 할거한 군벌들 사이의 내전에 휩싸이게 된다. 직례는 베이징과 가까웠기 때문에 이 곳을 차지하기 위한 전쟁이 빈번하게 일어났다. 직환전쟁, 제 1, 2차 봉직 전쟁 등이 그 예가 된다. 국민당 정부의 북벌이 성공하면서 군벌에 의한 통치는 끝을 맺고, 수도가 베이징에서 난징으로 옮겨가게 된다. 그 결과 직례라는 이름을 허베이로 바꾸었고, 더 이상 직할지가 아니라 일반 성의 지위로 돌아갔다.

### 근현대
중화인민공화국의 성립으로 몇가지 변화가 생긴다. 러허성과 차하르성의 분할 폐지로 이전의 러허성의 일부인 청더 지역과 차하르성의 일부인 장자커우 지역이 허베이로 합쳐지게 되면서 그 북쪽 강역이 만리장성 북쪽으로 확장되었다. 성도 역시 바오딩에서 새로 성장하고 있던 스자좡으로 옮기게 되었다. 잠시동안은 톈진이 성도이기도 했다.1966년 톈진이 직할시로 승격되면서 성회는 다시 보정으로 돌아왔다. 문화대혁명기간에 보정의 정세가 혼란하여 성회는 1968년에 지금의 스좌장시로 옮겨지게 되었다. 1976년 7월 28일 탕산에서 강력한 지진이 일어났다. 24만명이 사망하는 20세기 최악의 지진 중의 하나로 기록된 탕산 지진이다. 이후에도 10여 년간 여진이 계속되었다.
2005년에 중국의 고고학자들은 이탈리아의 폼페이에 버금가는 유적을 발굴하였다. 성의 중동부에 있는 캉(沧)현의 류멍춘(柳孟春) 촌에서 700여 년 전에 지진으로 인해 매몰된 것으로 보이는 거주지를 발견한 것이다. 지진이 아니라 계속되는 홍수로 매몰되었다는 설명도 있다. 이 유적은 송대에 상업 중심지로 번성한 것으로 드러났다.

## 행정구역
11개의 지급 행정구역과 2개 성직할 현급행정구역으로 구분되며
168개 현급 행정구역(20개의 현급시, 95개의 현, 6개의 자치현, 47개의 구)으로 다시 나뉜다.
| 허베이 성의 행정 구역 | 허베이 성의 행정 구역 | 허베이 성의 행정 구역 | 허베이 성의 행정 구역 | 허베이 성의 행정 구역 | 허베이 성의 행정 구역   | 허베이 성의 행정 구역 | 허베이 성의 행정 구역 | 허베이 성의 행정 구역 | 허베이 성의 행정 구역 | 허베이 성의 행정 구역 | 허베이 성의 행정 구역 |
| --------------------- | --------------------- | --------------------- | --------------------- | --------------------- | ----------------------- | --------------------- | --------------------- | --------------------- | --------------------- | --------------------- | --------------------- |
|                       |                       |                       |                       |                       |                         |                       |                       |                       |                       |                       |                       |
| №                     | 이름                  | 한자                  | 병음                  | 면적 (Km2)            | 인구(명) (2020년)       | 시청소재지            |                       |                       |                       |                       |                       |
| 지급시                |                       |                       |                       |                       |                         |                       |                       |                       |                       |                       |                       |
| 1                     | 스자좡시              | 石家庄市              | Shíjiāzhuāng Shì      | 15,848                | 11,235,100              | 창안구                |                       |                       |                       |                       |                       |
| 2                     | 탕산시                | 唐山市                | Tángshān Shì          | 13,472                | 7,718,000               | 루난구                |                       |                       |                       |                       |                       |
| 3                     | 친황다오시            | 秦皇岛市              | Qínhuángdǎo Shì       | 7,813                 | 3,146,300 (2019년 통계) | 하이강구              |                       |                       |                       |                       |                       |
| 4                     | 한단시                | 邯郸市                | Hándān Shì            | 12,073.8              | 9,549,700 (2019년 통계) | 충타이구              |                       |                       |                       |                       |                       |
| 5                     | 싱타이시              | 邢台市                | Xíngtái Shì           | 12,400                | 7,395,200(2019년 통계)  | 차오둥구              |                       |                       |                       |                       |                       |
| 6                     | 바오딩시              | 保定市                | Bǎodìng Shì           | 22,135                | 11,860,000              | 징슈구                |                       |                       |                       |                       |                       |
| 7                     | 장자커우시            | 张家口市              | Zhāngjiākǒu Shì       | 36,800                | 4,423,300 (2019년 통계) | 차오시구              |                       |                       |                       |                       |                       |
| 8                     | 청더시                | 承德市                | Chéngdé Shì           | 39,519                | 3,354,400               | 솽차오구              |                       |                       |                       |                       |                       |
| 9                     | 창저우시              | 沧州市                | Cāngzhōu Shì          | 14,000                | 7,300,800               | 윈허구                |                       |                       |                       |                       |                       |
| 10                    | 랑팡시                | 廊坊市                | Lángfáng Shì          | 6,429                 | 5,464,000               | 안치구                |                       |                       |                       |                       |                       |
| 11                    | 헝수이시              | 衡水市                | Héngshuǐ Shì          | 8,815                 | 4,486,000               | 타오청구              |                       |                       |                       |                       |                       |

2013년 4월부로 신지시와 딩저우시는 스자좡시와 바오딩시 관할에서 허베이성 성정부 직할로 변경되었다.

## 인구
인구는 2020년 기준으로 7,461만명이다. 허베이성은 복잡 다양한 소수민족이 비교적 많이 거주하며, 주요 소수민족은 몽골족, 만주족, 조선족, 회족이다. 한족은 전 성 인구의 96%를 차지한다. 기타 55개 소수민족은 288.33만명으로 전 성 인구의 4%이며, 전국에서 10번째로 많은 비율이다. (2003년) 농촌거주지로는 맹춘(孟村), 대창(大厂), 청롱(清龙), 풍녕(丰宁), 관성(宽城), 위장(围场) 6개 자치현과 란평(滦平), 평천(平泉), 융화(隆化) 3개의 민족현이있다. 그리고 54개의 민족촌이 있다.

## 문화
허베이 성에는 모두 7개의 풍경명승지구, 5개의 국가역사문화도시, 5개의 성급역사문화도시, 1개의 중국 역사문화 진(镇), 한 개의 중국역사문화 촌(村), 165곳의 전국 중요문물 보호기관이 있다.
- 국가중점풍경명승구
  - 승덕 피서산장 외팔묘(承德避暑山庄外八庙)
  - 진황도 북대하(秦皇岛北戴河)
  - 야삼파(野三坡)
  - 창암산(苍岩山)
  - 장석암(嶂石岩)
  - 서백파일천계산(西柏坡—天桂山)
  - 공산백운동(崆山白云洞)
- 국가역사문화도시: 승덕(承德), 보정(保定), 정딩(正定), 한단(邯郸), 산해(山海关)
- 성급역사문화도시: 정주(定州), 선화(宣化), 위구(蔚县), 형태(邢台), 조구(赵县)
- 중국역사문화 진(镇):위구난천진(蔚县暖泉镇)
- 중국역사문화 촌(村): 회래구계명역촌(怀来县鸡鸣驿乡鸡鸣驿村)

창주(滄州)와 오교는 중국의 무술과 곡예의 고향이며, 전국 거의 모든 곡예단 대부분에 오교인이 속하여 있다. 격년으로 ‘오교국제곡예예술제’가 열리면, 20여개 국가의 곡예단이 참가한다,
만성(满城)의 한묘(汉墓)는 유비의 선조 중산정왕유승(中山靖王刘胜)의 무덤으로서, 중국 제일의 “금루옥의(金缕玉衣)”와 유명한 “장신궁등(长信宫灯)”이 출토되었다.
하북은 전통적 중국희곡인 평극(评剧)의 고향이다. 하북 북동쪽에서 시작된 평극(评剧)은 경극등 다른 형태의 중국희곡에 영향을 미쳤다.

## 지리
- 지세는 북부 서부가 높고, 동남부가 낮다. 최고봉은 서북부의 소오대산으로, 해발은 2,882m이다. 동부 발해만 연안이 가장 낮으며, 저지대가 많다. 고원은 북단에 형성되어 있고, 장북고원 혹은 파상고원이라고 칭하며 내몽고 고원의 일부분에 속하며, 해발이 1,200~1,500m 정도이며, 면적은 약 1.4만km2이다.
- 허베이성 서쪽의 타이항산맥[太行山脈]은 산지가 비스듬히 기운 쪽에 속해 있으며, 서산고원에서 내려와 화북평원까지의 비스듬히 경사진 지대를 허베이성에서는 기서산지라고 부른다. 기북, 기서산지는 비교적 크며, 산 사이에는 분지가 있고, 산 가운데에는 많은 가로형의 계곡에는 '구', '경', '관' 등의 글자로 이름이 지어진 것이 많다. 예를 들면, 연산의 고북구, 타이항산의 병경 등이다.
- 고원과 산지의 면적은 전 성의 면적의 약 57%를 차지하고 있고, 평원지형은 동남부에 있으며, 화북평원의 일부분에 속해서 황하, 해하, 란하충적으로 이루어져 있고, 해발이 1,000m 이하이며, 지세가 평탄하고, 중부와 빈해 지역은 유명한 백양전, 문안와, 남대항 등이 있다.
- 하류는 해하유역에 속한 것이 많고, 남운하를 포함해서, 자야하, 대청하, 영정하, 북운하의 5개의 지류이다 동북부에는 또한 란하와 조백하 등이 있다. 북부의 패상고원에는 내류구가 많고, 안고리요, 제간요 등 내륙 호수와 내하류가 있다.

## 경제

### 주요 경제지표
- GDP : 3,452억 9,700만元(416억불)
- 수출 : 23억 8,801만불
- 수입 : 18억 3,169만불
- 주요산업 : 방직, 철강, 건축자재, 기계, 석유, 화학
- 첨단기술 산업개발구 : 석가장 보정
- 지역특징 : 수도인 북경과 직할시인 천진을 둘러싸고 있는 우리의 경기도와 같은 수도권 지역 북경·천진시 및 요녕·산동성과「발해경제권」을 형성
- 산업 경제 : 석탄, 석유, 철강, 납, 아연, 금, 알루미늄 등 광물자원 60여종으로 풍부
- 석탄, 석유, 전력, 방직, 도자기, 유리, 의약, 철강, 기계제조, 화학, 제지 등의 공업 발달
- 하북성의 경제는 비교적 발달하여 2001년 전 성의 총생산량이 5,777.7元을 달성했다.
- 하북성의 농업과 농촌경제는 지속적으로 발전하고 있으며 농업 구조조정도 일정한 성과를 올렸다. 공업 생산은 안정적인 성장을 하고 경제효익 또한 개선되고 있으며, 소비품시장 수출, 수입이 모두 활기를 띠었다.

### 경제현황
- 허베이성은 베이징과 함께 沿海 省, 市에 비해 뒤늦게 개방되었으나 수도권인데다가 渤海灣에 위치한 지리적 이점 등을 고려할 때 잠재력이 좋은 곳이라고 할 수 있다. 2002년에는 GDP가 전년대비 9.6% 증가했다.
- 허베이성의 2002년 연간 소비품소매총액은 1,968.3억元으로 전년동기대비 10.7%증가하였다. 허베이성은 인구가 밀집된 곳으로 시장규모가 비교적 크다. 베이징, 톈진과 함께 징진기(京津冀)지역 1억의 소비자를 보유하고 있어 시장규모는 전국의 10%이상을 차지한다. 허베이는 '3북(시베이, 화베이, 둥베이)'지역을 연결하는 교량역할을 하며 중요한 출구이기도 하다.
- 2002년 허베이성 도시주민의 연평균 생활비 수입은 6,678.7元이다
- 허베이성의 주요 수출품으로는 의류, 석탄, 금속제품, 원유, 화섬 등이 있으며 이들 제품의 수출금액은 모두 1억달러 이상이다. 이외에 스테인레스, 도자기, 플라스틱제품 등도 5,000만달러 이상의 수출고를 올리고 있다. 주요 수입품은 강재, 철광사, 이동통신제품 등이며 금액은 각각 5,000만달러 이상이다.
- 허베이성의 관광자원은 매우 풍부하다. 하계휴양지 北戴河, 완리창청의 출발점 山海關 등 UNESCO가 지정한 세계문화유산을 포함하여 국가급 명승, 유적지가 58곳에 이른다. 특히 北戴河는 중국 지도부의 여름철 휴양 겸 비공개 회의가 열리는 곳으로 유명하다.